# Himmelsblomma
Himmelsblomma (Commelina tuberosa) är en himmelsblomsväxtart som beskrevs av Carl von Linné. Enligt Catalogue of Life ingår Himmelsblomma i släktet himmelsblommor och familjen himmelsblomsväxter, men enligt Dyntaxa är tillhörigheten istället släktet himmelsblommor och familjen himmelsblomsväxter. Arten förekommer tillfälligt i Sverige, men reproducerar sig inte. Inga underarter finns listade.